# Martin Jarvis
Pour les articles homonymes, voir Jarvis.
 (avril 2020).
Si vous disposez d'ouvrages ou d'articles de référence ou si vous connaissez des sites web de qualité traitant du thème abordé ici, merci de compléter l'article en donnant les références utiles à sa vérifiabilité et en les liant à la section « Notes et références ».
Martin Jarvis est un acteur britannique né le 4 août 1941 à Cheltenham en Angleterre.

## Filmographie

### Cinéma
- 1966 : Secrets of a Windmill Girl : Mike
- 1970 : La Dernière Évasion : Lieutenant Donald Wilcox
- 1970 : Une messe pour Dracula : Jeremy Secker
- 1988 : Buster : Inspecteur Mitchell
- 1992 : Emily's Ghost : Papa
- 1996 : Contre-attaque : le huitième membre du groupe australien
- 1997 : Titanic : Cosmo Edmund Duff Gordon
- 2001 : Beginner's Luck : vieux Iuvvie
- 2002 : Mrs Caldicot's Cabbage War : JB
- 2006 : Eragon : voix additionnelles
- 2008 : Framed : Richard
- 2011 : Neander-Jin: The Return of the Neanderthal Man : Peter Blodnik
- 2011 : Millénium : Les Hommes qui n'aimaient pas les femmes : Birger
- 2012 : Les Mondes de Ralph : Saitine
- 2014 : United Passions : La Légende du football : Sir Stanley Rous
- 2014 : Batman : Assaut sur Arkham : Alfred Pennyworth
- 2019 : New Chilling Tales: The Anthology : le narrateur

### Télévision
- 1964 : The Indian Tales of Rudyard Kipling : Little Mildred (1 épisode)
- 1965-1985 : Doctor Who : plusieurs personnages (10 épisodes)
- 1967 : La Dynastie des Forsyte : Jolyon 'Jon' Forsyte (8 épisodes)
- 1967-1985 : Jackanory : le narrateur (6 épisodes)
- 1968 : Nicholas Nickleby : Nicholas Nickleby (13 épisodes)
- 1969 : Les Nouvelles de Somerset Maugham : Dr Naughton (1 épisode)
- 1970 : Little Women (en) : John Brooke (9 épisodes)
- 1972 : The Moonstone (en) : Godfrey Ablewhite (4 épisodes)
- 1972 : Crime of Passion : Daniel (1 épisode)
- 1972 : Full House : un acteur après Liverpool (1 épisode)
- 1973 : Arthur, roi des Celtes : Karn (1 épisode)
- 1974 : The Pallisers : Frank Greystock (3 épisodes)
- 1974 : David Copperfield : Uriah Heep (4 épisodes)
- 1975 : Dixon of Dock Green : Vic Hallan (1 épisode)
- 1975 : Zigger Zagger : Les (3 épisodes)
- 1976 : Within These Walls (en) : Peter Flynn (1 épisode)
- 1977 : Play for Today : Sir Fergus et Sir

James (1 épisode)
- 1978-1980 : Rings on Their Fingers : Oliver Pryde (20 épisodes)
- 1979 : Ike : George VI (1 épisode)
- 1980 : Breakaway : Détective Inspecteur Sam Harvey (12 épisodes)
- 1981 : Le Bunker : Johannes Hentschel
- 1984 : Who Dares Wins (1 épisode)
- 1985 : The Black Tower : Wilfred Anstey (6 épisodes)
- 1989 : Chelworth : Keith Shedden (4 épisodes)
- 1989-1990 : Huxley Pig : le narrateur (26 épisodes)
- 1991 : Inspecteur Morse : Randall Rees (1 épisode)
- 1992 : The Good Guys : Charles Longmuir (1 épisode)
- 1992 : Shakespeare: The Animated Tales : le narrateur (1 épisode)
- 1992 : Casualty : Martin Rawlinson et Bart (2 épisodes)
- 1993 : Scarlet and Black : Monsieur de Rênal (3 épisodes)
- 1994 : Les Règles de l'art : Adam Bailey (1 épisode)
- 1995 : Arabesque : Giles Havelock et Cyril Ruddy (2 épisodes)
- 1996 : Inspecteur Frost : Harvey Wade (1 épisode)
- 1996 : Space 2063 : Major Cyril MacKendrick (1 épisode)
- 1996 : Richie Rich : Cadbury le boucher et Bascomb (6 épisodes)
- 1996 : Super Zéro : Breadmaster (1 épisode)
- 1996 : Walker, Texas Ranger : Colin Draper (1 épisode)
- 1997 : Extrême Ghostbusters (1 épisode)
- 2000 : Max Steel : John Dread (7 épisodes)
- 2002 : Meurtres à l'anglaise : Cowfrey Pitt (1 épisode)
- 2002 : Jackie Chan (1 épisode)
- 2002 : Bootleg : M. Blades (3 épisodes)
- 2003 : The Queen's Nose : Frank (6 épisodes)
- 2003-2007 : Billy et Mandy, aventuriers de l'au-delà : Nergal et le vieil homme (6 épisodes)
- 2004-2009 : Doctors : Dan Blythe et Brian Tennant (2 épisodes)
- 2005-2006 : The Life and Times of Juniper Lee : William, Roi Traddy et Bartok (2 épisodes)
- 2006 : Masterpiece Theatre : Capitaine Lockhart (1 épisode)
- 2007 : Numbers : Taylor Ashby (1 épisode)
- 2007 : Stargate Atlantis : Davos (1 épisode)
- 2008 : The Bill : Leslie Downey (1 épisode)
- 2009 : Taking the Flak : David Bradburn (7 épisodes)
- 2010 : Miss Marple : Vincent Hogg (1 épisode)
- 2010 : EastEnders : Harvey (8 épisodes)
- 2010 : Just William : le narrateur (4 épisodes)
- 2013: Phil Spector : l'interviewer de la télévision britannique
- 2013 : Les Enquêtes de Morse : Henry Broom (1 épisode)
- 2013 : Hercule Poirot : Capitaine Warburton (1 épisode)
- 2014 : Londres, police judiciaire : Eddie Stewart (1 épisode)
- 2014 : Cosmos : Une odyssée à travers l'univers : Sir Humphry Davy (1 épisode)
- 2014 : Santa Sent Me to the ER : le narrateur (4 épisodes)
- 2017 : Election Spy (9 épisodes)

### Jeu vidéo
- 2003 : Robin Hood: Defender of the Crown : le Shérif de Nottingham
- 2006 : Billy et Mandy, aventuriers de l'au-delà : Nergal
- 2007 : The Legend of Spyro: The Eternal Night : le chroniqueur
- 2008 : The Legend of Spyro : Dawn of the Dragon : le chroniqueur
- 2009 : Le Seigneur des anneaux : L'Âge des conquêtes : Gandalf
- 2009 : Dragon Age: Origins : Avernus
- 2011 : Cars 2 : Finn McMissile
- 2011 : Batman: Arkham City : Alfred Pennyworth
- 2011 : Star Wars: The Old Republic : Dorian, Inquisiteur Zyn, Lord Alaric et autres personnages
- 2012 : Mass Effect 3 : Amiral Zaal'Koris vas Qwib Qwib, le commandant et le scientifique de Cerbère
- 2012 : Kinect Rush : Finn McMissile
- 2013 : Star Wars: The Old Republic - Rise of the Hutt Cartel : le scientifique de la centrale énergétique
- 2013 : Disney Infinity : Finn McMissile
- 2013 : Batman: Arkham Origins : Alfred Pennyworth
- 2014 : Batman: Arkham Origins: Cold, Cold Heart : Alfred Pennyworth
- 2015 : Batman: Arkham Knight : Alfred Pennyworth